# Newport Pagnell
Newport Pagnell est une ville du district de Milton Keynes, dans le comté de Buckinghamshire, au Royaume-Uni. D'une population d'environ 15 000 habitants, elle est connue des amateurs d'automobiles pour abriter le siège historique du constructeur Aston Martin.

## Histoire
Le HMS Whaddon (L45) est parrainé par la communauté civile de South Molton pendant la campagne nationale du Warship Week (semaine des navires de guerre) en mars 1942. Il est un destroyer de la Classe Hunt de type I ayant servi dans la Royal Navy.
Après 49 ans d'activité, l'usine Aston Martin a fermé ses portes le 19 juillet 2007 lorsque le dernier exemplaire d'Aston Martin Vanquish S fut assemblé.
La toute première Aston Martin entrée en production à Newport Pagnell fut la DB4, en 1958.

## Personnalités liées à la ville
- Chris Horsman (1977-), joueur de rugby à XV gallois, y est né ;
- Laurent Humphrey (1527-1590), théologien anglais, y est né.